# Atletismo nos Jogos Pan-Americanos de 1975 - Maratona masculina
A prova da maratona masculina nos Jogos Pan-Americanos de 1975 foi realizada na Cidade do México, México.

## Medalhistas
| Ouro                       | Prata                          | Bronze                |
| Rigoberto Mendoza CUB Cuba | Chuck Smead USA Estados Unidos | Tom Howard CAN Canadá |

## Resultados
| Posição           | Nome              | Nacionalidade      | Tempo   | Notas |
| ----------------- | ----------------- | ------------------ | ------- | ----- |
| Medalha de ouro   | Rigoberto Mendoza | CUB Cuba           | 2:25:03 |       |
| Medalha de prata  | Chuck Smead       | USA Estados Unidos | 2:25:32 |       |
| Medalha de bronze | Tom Howard        | CAN Canadá         | 2:25:45 |       |
| 4                 | Héctor Rodríguez  | COL Colômbia       | 2:31:33 |       |
| 5                 | Rafael Tadeo      | MEX México         | 2:34:04 |       |
| 6                 | Jairo Cubillos    | COL Colômbia       | 2:37:10 |       |
| 7                 | José de Jesús     | PUR Porto Rico     | 2:39:22 |       |
| 8                 | Rafael Pérez      | CRC Costa Rica     | 2:43:10 |       |